# پیر بونیه
پیر بونیه (انگلیسی: Pierre Baugniet؛ ۲۳ ژوئیهٔ ۱۹۲۵ – ۱۹۸۱) اسکیت‌باز نمایشی اهل بلژیک بود.